# Chrysosoma faciatum
Chrysosoma faciatum är en tvåvingeart som beskrevs av Becker 1922. Chrysosoma faciatum ingår i släktet Chrysosoma och familjen styltflugor.
Artens utbredningsområde är Sri Lanka. Inga underarter finns listade i Catalogue of Life.